# フィオナ・フォン
フィオナ・フォン（馮曦妤、Fiona Fung、1983年12月14日 - ）は香港の女性歌手。本名は馮翠樺。2008年にSony BMGと正式に契約を交わした。

## アルバム
- 2008年 - A Little Love

## 代表曲
広東語
- 陽光．雨
- 火星原居民
- 幸運兒

英語
- Proud Of You
- Shinning Friends
- Forever Friends